# Буональберго
Буональберго (итал. Buonalbergo) — коммуна в Италии, располагается в регионе Кампания, подчиняется административному центру Беневенто.
Население составляет 1935 человек, плотность населения составляет 77 чел./км². Занимает площадь 25 км². Почтовый индекс — 82020. Телефонный код — 0824.
Покровительницей коммуны почитается Пресвятая Богородица (santissima Madonna Della Macchia), празднование 12 сентября.